# Motovunski filmski festival
Motovun film festival, filmski festival u srednjovjekovnom gradu Motovunu prvi put je bio održan 1999. godine. Od 2023. zove se „Cinehill” i preselilo se u Gorski kotar.
Bio je posvećen filmovima nastalim u malim i nezavisnim produkcijama diljem svijeta. 

Značajke festivala nisu obilježavale crveni tepih i glamour. Naprotiv, projekcije filmova su bile pod otvorenim nebom, uske ulice grada živjele su 24 sata svih dana festivala, nije bilo protokola, VIP salona. U početku festival je bio nenatjecateljskog karaktera, ali s godinama broj nagrada je rastao. Iako iznimne, nagrade i nagrađivanje nikada u potpunosti nisu obuzele ovaj festival. 

## Nagrade festivala
U samim početcima festivala se nije dodjeljivalo nagrade u kategorijama kao u novije vrijeme. Godine 1999. nagradu Made in Grožnjan u programu kratkih dokumentaraca film "Ottavio", redateljice Diana Groo i redatelja Attila Kekesi u koprodukciji Mađarske i Hrvatske. 

2000. godine se prvi put dodjeljuju nagrade Propeler Motovuna i Motovun Online.

2001. godine širi se popis nagrada za još dvije kategorije Posebno priznanje i FIPRESCI

2003. godine se uspostavlja nagrada u regionalnoj kategoriji odAdoA (od Albanije do Austrije)
Od 2004. godine se dodjeljuje Jameson Short Film Award U međuvremenu tijekom godina nekoliko nagradnih kategorija je postojalo i ukinulo se poput nagrade Amnesty Internationala Amnesty International Human Rights Award, Nepotkupljiva nagrada - Transparency International Hrvatska, Nagrade Bauer i Nagrade publike.

Od 2014. godine se način i kategorizacija dodijele nagrada nije mijenjao, tako da se nagrade dodjeljuju u kategorijama:
- Propeler Motovuna, glavna nagrada festivala, koju dodjeljuje međunarodni žiri najboljem filmu u glavnom programu[6]
- Motovunski kratki, nagrada za najbolji film trajanja do 20 minuta, koju dodjeljuje prošlogodišnji pobjednik[6]
- FIPRESCI (Fédération Internationale de la Presse Cinématographique), najstarije i najuglednije udruženje filmskih kritičara svijeta[6]
- 50 godina - Nagrada 50 godina dodjeljuje se ljudima koji su više od pola stoljeća posvetili radu na filmu te time ostavili snažan utjecaj i neizbrisiv trag u razvoju filmske umjetnosti.[6]
- Nagrada Maverick  - nagrada namijenjena autorima koji su individualnošću, slobodnim duhom i inovativnošću širili ili šire granice filmskog izričaja.[6]

Dodjeljuje se od 2008. godine, a dosadašnji laureati su:
- Ken Russell (2008.),
- Terry Jones (2010.),
- Ulrich Seidl (2011.),
- Terrence Davies (2012.),
- Mohsen Mahmalbaf (2013.) i
- Andrej Zvjagincev (2014.).

## Vanjske poveznice
- Motovun film festival